# Cheikh Hamada
Pour les articles homonymes, voir Hamada.
Cheikh Hamada (en arabe : الشيخ حمادة) de son vrai nom Mohamed Gouaich est un chanteur algérien, né en 1889 à Blad Touahria, près de Mostaganem (Algérie), et mort le 9 avril 1968 à Mostaganem. Il est la figure essentielle du chant bedoui oranais.

## Biographie
Cheikh Hamada est le fils aîné d’un paysan de la grande tribu des Médjahers. Lorsque son père décède, Hamada à 17 ans et devient le chef d’une famille de quatre enfants. Il travaille comme ouvrier agricole et excelle dans l’art de la chasse, d’où son surnom, Hamada, également le diminutif de Mohamed.
Vers 1910, après avoir été soupçonné du délit de braconnage, Hamada quitte son village avec sa famille et s’installe à Mostaganem, dans le quartier populaire Tijdit, non loin de Kadous El-Meddah, la place des poètes. Un célèbre café y accueillait les poètes de la région des montagnes du Dahra et de Mascara, dont le grand Menouer Ould Yekhlef.
A cette époque déjà, Hamada a la tête pleine de mélodies des ténors de l’ancestral ch'îr el melhoun des cheikhs Ould Laadjal, Caïd Bendhiba et Dahmane. Dès 1912, il commence à fréquenter, dans quartier du Derb, le siège de l’Association culturelle Es-Syidia et celui du Croissant où il rencontre Cheikh Saïd Belkacem. C’est dans ces cercles qu’il s’ouvre aux autres genres musicaux, comme le chaâbi, la musique arabo-andalouse, le hawzi, s’imprégnant de leur rythme et de leur tonalité.
Hamada, chanteur hors pair, rapporte lui à la ville le bedoui oranais traditionnel des campagnes, et révolutionnera à lui seul la tradition musicale du genre bédoui en mêlant la poésie citadine entre hadri, hawzi et aroubi dans ses compositions où la gasba sera remaniée avec deux flutistes au lieu de trois, et à laquelle il lui apportera la touche musicale de sa tribu des Medjahers, aux influence arabe harmonique. Ce style influencera ainsi le répertoire chaâbi qui entre sous son influence en mode bedoui. La particularité et le génie de Hamada, doté d’un désir de recherche musicale poussée, résida dans le fait d’avoir perçu et transformé le genre ancien aroubi de façon beaucoup plus moderne et accessible à tous les auditoires, citadins et ruraux. Il a fait connaître cette musique basée sur des poésies bédouines ancestrales du Maghreb et une influence arabe harmonique en rapprochant ainsi la campagne et la ville. Il a ainsi élargi le mouvement sur toute l'Algérie et au-delà.

Il puisera et étudiera les répertoires antiques de poésie arabo-andalouse et du melhoun dans tout le Maghreb notamment parmi les tribus berbères zénètes, qu’il retravaillera par la suite à sa manière dont la chanson Hajou Lefkar Sidi, reprise par Hadj Mhamed El Anka, rehaussant aussi les autres genres courants musicaux de l'époque.

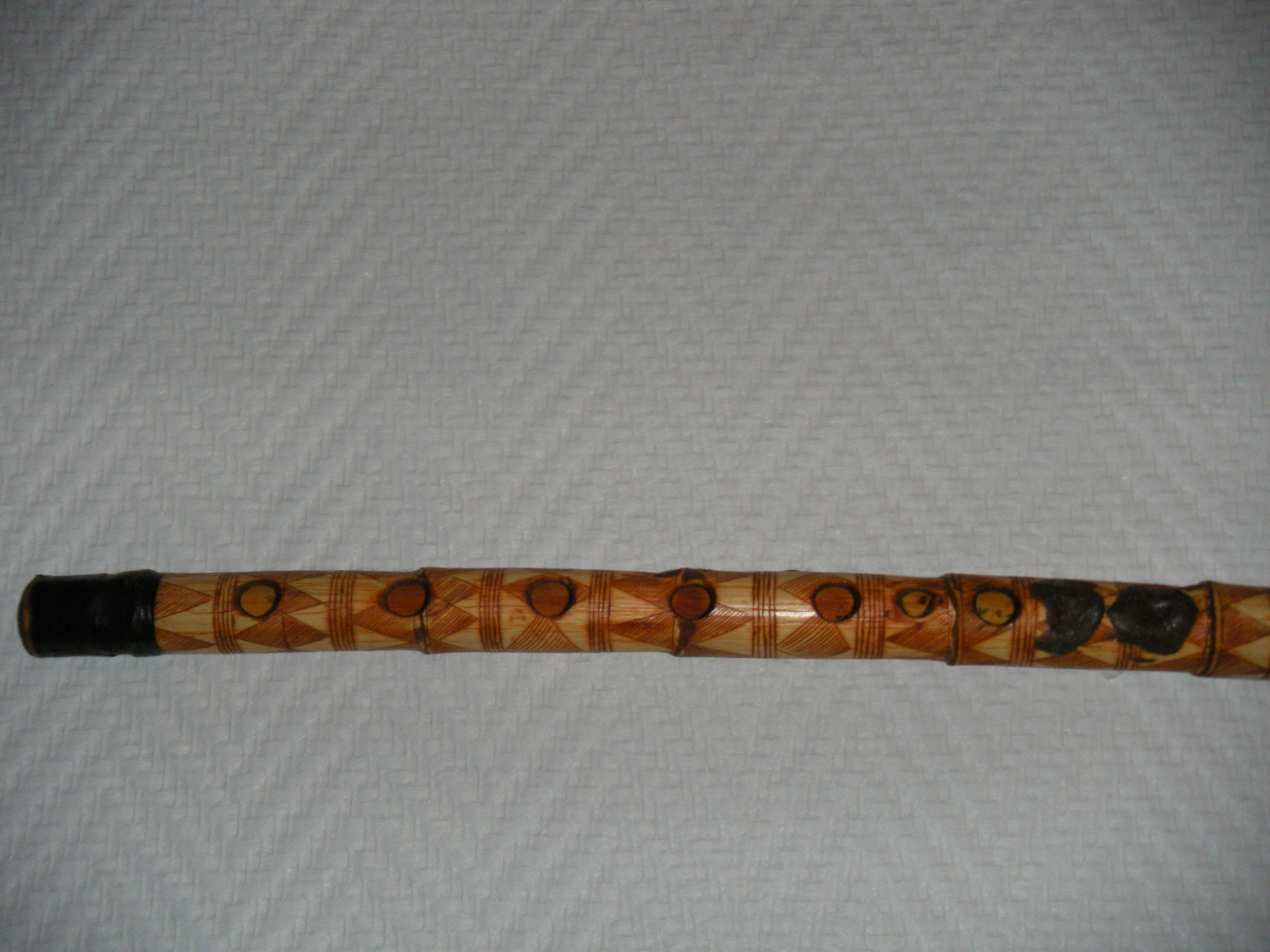
Gasba, flûte de roseau (Algérie).

Contrairement à beaucoup d'Européens à l'époque, qui négligeaient ouvertement ce genre musical car modal et non tonal, Béla Bartók en fut extrêmement touché lors d'un voyage en Algérie de deux ans (1913-1915). Hamada enregistrera son premier disque en 1920 et par la suite, il continuera à faire des disques en Algérie, à Paris et Berlin, ce sera le début d’une longue et riche discographie estimée à plus de deux cents disques 78, 33 et 45 tours, et un répertoire de près de 500 titres.
Il connaitra la notoriété avec les chansons Boussalef Meriem suivie d’autres comme El Youechem, Aid El Kebir, Ya Bouya, etc. Ce qui l'emmènera à se produire à travers toute l’Algérie, au Maroc voisin, il participera également à un festival de la musique folklorique à Bruxelles en 1936 et se produira sur la scène de l’Olympia à Paris. Sa chanson Ya Dalma (L'injuste), issue d'un poème de El-Habib Benguennoun, sera reprise par le chanteur constantinois Mohamed Tahar Fergani. Ce classique était également reconnu pour ses qualités comme une référence de la part d’artistes chaâbi tels que Hadj Mhamed El Anka, Maâzouz Bouadjadj et autres dans le domaine du syle chaâbi.
Ami intime de Hadj Mhamed El Anka et Hadj Boudissa, autre artiste algérien de référence, Cheikh Hamada avait pour habitude, lors de dîners riches en échanges philosophiques avec les poètes, les musiciens comme Hadj Lazoughli, Hachemi Bensmir ou Abdelkader El Khaldi, d'échanger, de travailler ensemble des qsāyid (poèmes). Précurseur d’une vague sous sa forme nouvelle du genre aroubi, et un des fondateurs du mouvement de musique gasba, il recevra chez lui plusieurs artistes dont Maâzouz Bouadjadj, El Djillali Bensebbane, leur expliquant, parfois pendant de longues heures, une tonalité, une strophe, le sens caché d'un mot, d'un vers, d'une qasida.
Cheikh Hamada fut très marqué par les horreurs du colonialisme et la minoration coloniale du peuple algérien en citoyens de dernier rang. Durant la Guerre de libération nationale d'Algérie, il perdra deux fils résistants à l'occupation.
Cheikh Hamada, figure essentielle du chant bedoui oranais et de la gasba, qui fit partie du bouillonnement musical algérien et arabe de l'entre-deux-guerres, est aujourd'hui considéré par certains comme l’un des fondateurs du mouvement de musique raï. Il décède le 9 avril 1968 après son retour du pèlerinage à la Mecque.